# Heartlight
Heartlight – gra komputerowa stworzona w 1991 przez Janusza Pelca, początkowo na 8-bitowy komputer Atari, a w 1994 roku została wydana wersja na PC przez firmę Xland (która wydała większość gier stworzonych przez Pelca) jako Heartlight PC. Jej polskim dystrybutorem był LK Avalon, a zagranicznym Epic Games. 
Kod gry (napisanej w asemblerze wraz z częścią umieszczającą dane w pamięci napisaną w BASIC-u) został opublikowany w pierwszym numerze czasopisma Tajemnice Atari w 1991 r. W udostępnionym kodzie gry umieszczono 4 plansze.
Wersja shareware zawierała 20 poziomów, wersja pełna – 60, a rozszerzona (Heartlight Deluxe) – 70. Obecnie wersja pełna w języku angielskim rozprowadzana jest na licencji Creative Commons Attribution-ShareAlike 2.5 i może być pobierana całkowicie za darmo z Internetu.

## Rozgrywka i fabuła
Gra oparta jest na klasycznym Boulder Dashu, wymaga zatem od gracza nie tylko zręcznych palców ale także logicznego myślenia.
Głównym bohaterem gry jest krasnal Mosiek (w wersji angielskiej Percival), którego misją jest pozbieranie wszystkich serduszek z 60 komnat. Zadanie to przydzieliła mu jego ukochana, Rachela, by dowiódł, iż jest on godzien jej ręki.
W każdej komnacie umiejscowione są drzwi, które otworzą się tylko i wyłącznie wtedy, gdy krasnal zbierze wszystkie serduszka. Obiekty ulokowane na każdym poziomie są zarówno pomocą jak i niebezpieczeństwem dla bohatera, a znalezienie sposobu na słuszne ich wykorzystanie jest warunkiem ukończenia każdego z 60 etapów. Gra umożliwia przechodzenie do następnego poziomu, pomijając przejście poprzedniego, ale i tak grę uznaje się za ukończoną nie po zaliczeniu ostatniego etapu, ale po udanym przejściu ich wszystkich. Każdy obiekt w Heartlight ma swoje przeznaczenie i duże znaczenie strategiczne. Ich umiejętne wykorzystanie jest niezbędne do ukończenia poziomu.
Jeśli zdarzy się, że bohater utknie (zostanie zasypany kamieniami, teleportuje się w miejsce, z którego nie ma drogi powrotnej, zniszczy drzwi), może on "popełnić samobójstwo" (gracz wówczas musi wcisnąć klawisz escape).
Śmierć bohatera oznacza rozpoczęcie etapu od samego początku.